# Енджеюв (гмина)
Енджеюв (пол. Jędrzejów) — городско-сельская гмина (волость) в Польше, входит как административная единица в Енджеювский повет, Свентокшиское воеводство. Население — 29 291 человек (на 2004 год).

## Демография
| Перепись                       | Всего   | Всего | Женщины | Женщины | Мужчины | Мужчины |
| ------------------------------ | ------- | ----- | ------- | ------- | ------- | ------- |
| Единицы                        | человек | %     | человек | %       | человек | %       |
| Население                      | 29 291  | 100   | 15 008  | 51,2    | 14 283  | 48,8    |
| Плотность населения (чел./км²) | 128,7   | 128,7 | 66      | 66      | 62,8    | 62,8    |

## Соседние гмины
1. Гмина Имельно
2. Гмина Малогощ
3. Гмина Нагловице
4. Гмина Окса
5. Гмина Сендзишув
6. Гмина Собкув
7. Гмина Водзислав